# Иоанн (Мошнегуцу)
Архиепископ Иоа́нн (рум. Episcopul Ioan, в миру Иоанн (Ион) Викторович Мошнегуцу, рум. Ioan (Ion) Victorovici Moșneguțu; род. 27 января 1979, с. Пражила, Флорештский район, Молдавская ССР) — епископ Русской православной церкви; архиерей Православной церкви Молдовы, архиепископ Сорокский и Дрокиевский.

## Биография
Родился 27 января 1979 в селе Пражила Флорештского района Республика Молдова. Крещен в младенчестве.
В 1986—1992 годах учился в школе родного села, затем продолжал обучение в городе Флорешты, где учился в лицее-гимназии им. Иона Крянгэ до 1994 года.
В 1994—1996 году обучался в Кишинёвской духовной семинарии, в 2000 году окончил Кишинёвскую духовную академию.
5 марта 2006 году в кафедральном соборе Рождества Христова г. Кишинева митрополитом Кишиневским и всея Молдовы Владимиром (Кантаряном) был рукоположен во диакона целибатом, а 22 мая — во пресвитера.
В 2007 году защитил магистерскую работу на историческом факультете Молдавского государственного университета, получив ученую степень магистра исторических наук.
С 8 мая 2007 по 23 мая 2008 — и. о. настоятеля Архангельской церкви села Котюжений Марь Шолдэнештского района и благочинного Шолдэнештского района.
2 ноября 2007 года назначен членом епархиальной комиссии по вопросам цензуры и книгоиздательства.
12 апреля 2008 года кафедральном соборе Рождества Христова г. Кишинева митрополитом Кишиневским Владимиром пострижен в монашество в честь святого апостола и евангелиста Иоанна Богослова.
23 мая 2008 года назначен на должность настоятеля Успенского Гербовецкого мужского монастыря с. Гербовец Кэлэрашского района и ректором школы псаломщиков при обители.
28 сентября 2008 года митрополитом Кишиневским Владимиром возведен в сан игумена.
Представлял Унгенскую епархию на Поместном Соборе Русской Православной Церкви 27-29 января 2009 года.
В 2009—2012 годы — член церковного суда Кишиневской митрополии.
24 октября 2010 года митрополитом Кишинёвским Владимиром возведен в архимандрита.
В 2010—2013 годы — секретарь Унгенской епархии; исполнял послушания секретаря епархиального совета, председателя епархиального суда, председателя информационного отдела и председателя экзаменационной комиссии для кандидатов к хиротонии.
В июне 2011 году окончил двухлетний курс повышения квалификации в Общецерковной аспирантуре и докторантуре.
В 2011—2013 годы преподавал догматическое богословие в Унгенском епархиальном училище.
В 2012 году назначен секретарем Синодальной комиссии по канонизации святых Православной Церкви Молдовы.
В апреле 2014 году освобожден от должности настоятеля Успенского Гербовецкого мужского монастыря и назначен настоятелем Успенского Цыповского мужского монастыря Кишинёвской епархии.

### Архиерейство
25 декабря 2014 года решением Священного Синода Русской Православной Церкви избран епископом Сорокским, викарием Кишинёвской епархии.
18 января 2015 года в крестовом храме в честь Владимирской иконы Божией Матери Патриаршей резиденции в Чистом переулке города Москвы состоялось наречение архимандрита Иоанна во епископа Сорокского, викария Кишиневской епархии.
8 марта 2015 года в храме Воскресения Словущего Покровского ставропигиального женского монастыря города Москвы была совершена хиротония архимандрита Иоанна (Мошнегуцу) во епископа Сорокского, викария Кишинёвской епархии. Хиротонию совершил Патриарх Московский Кирилл, митрополит Кишинёвский и всея Молдовы Владимир (Кантарян), митрополит Волоколамский Иларион (Алфеев), митрополит Истринский Арсений (Епифанов), архиепископ Тираспольский и Дубоссарский Савва (Волков), архиепископ Сергиево-Посадский Феогност (Гузиков), епископ Кагульский и Комратский Анатолий (Ботнарь), епископ Солнечногорский Сергий (Чашин), епископ Единецкий и Бричанский Никодим (Вулпе), епископ Нефтекамский и Бирский Амвросий (Мунтяну).
1 февраля 2017 года решением Священного Синода включён в состав созданного тогда же Организационного комитета по реализации программы общецерковных мероприятий к 100-летию начала эпохи гонений на Русскую Православную Церковь.
23 апреля 2024 года Синод Православной церкви Молдовы постановил учредить Сорокскую епархию (выделив её из состава Кишинёвской епархии), и назначить епископа Иоанна епархиальным архиереем вновь образованной епархии.
30 мая 2024 года решением Священного Синода РПЦ, «в соответствии с представлением Синода Православной Церкви Молдовы учредить в административных границах Сорокского, Дрокиевского, Флорештского и Рышканского районов Сорокскую епархию, выделив ее из состава Кишиневской епархии», избран епископом Сорокским и Дрокиевским.

## Награды
- Medalia «Sf.Cuv.Paisie Velicicovski» (2005)
- Ordin «Sf. Cneaz Daniel al Moscovei» (2008)
- Медаль «За гражданские заслуги» (Молдова, 28 июня 2011)[10]
- Ordin «Sf. Cuv. Paisie Velicicovski» (2012)
- Medalia «Sf. Cneaz Alexandru Nevski», gr. I (2012; Episcopia de Ungheni şi Nisporeni)
- Ordin «Sf. Ap. şi Ev. Ioan Teologul», gr. II; (2013; Biserica Ortodoxă din Ucraina)
- Medalia «Sf. Apostoli Petru şi Pavel», gr. II (2013; Episcopia de Ungheni şi Nisporeni)
- Ordinul «Meritul Bisericesc, gr. II» (2014)
- Орден «Трудовая слава» (Молдова, 15 июля 2018)[11]